# Eden (singel)
„Eden” (jap. エデン Eden) – trzydziesty pierwszy singel japońskiej piosenkarki Nany Mizuki, wydany 14 stycznia 2015 roku. Utwór tytułowy został użyty jako styczniowa piosenka przewodnia programu Freshen Up!! (jap. スッキリ！！) oraz w reklamie animelo mix TV, No Limit został wykorzystany jako opening anime Dog Days'', Shūmatsu no Love Song użyto jako drugi ending anime Cross Ange: Rondo of Angels and Dragons. Singel osiągnął 2 pozycję w rankingu Oricon i pozostał na liście przez 14 tygodni, sprzedał się w nakładzie 54 951 egzemplarzy.

## Lista utworów
| Nr | Tytuł                                                                  | Słowa       | Kompozycja                 | Aranżacja                        | Czas |
| -- | ---------------------------------------------------------------------- | ----------- | -------------------------- | -------------------------------- | ---- |
| 1. | "Eden" (jap. エデン)                                                   | Nana Mizuki | Shinichi Fujimori (Aobozu) | Hitoshi Fujima (Elements Garden) | 4:47 |
| 2. | "No Limit"                                                             | Nana Mizuki | Jun Suyama                 | Jun Suyama                       | 3:43 |
| 3. | "Shūmatsu no Love Song" (jap. 終末のラブソング Shūmatsu no Rabu Songu) | Nana Mizuki | Yoshiki Eriko              | Hitoshi Fujima (Elements Garden) | 3:58 |
| 4. | "Necessary"                                                            | Gorō Matsui | Zetta                      | EFFY                             | 4:55 |

## Notowania
| Lista                             | Pozycja |
| --------------------------------- | ------- |
| Oricon Daily Singles Chart        | 3       |
| Oricon Weekly Singles Chart       | 2       |
| Oricon Monthly Singles Chart      | 10      |
| Oricon Monthly Anime Chart        | 1       |
| Billboard Japan Hot 100           | 2       |
| Billboard JAPAN Hot Singles Sales | 2       |
| Billboard JAPAN Hot Animation     | 1       |
| Sound Scan                        | 2       |